# Epacridoideae
Epacridoideae (sin. Styphelioideae), biljna potporodica, dio porodice vrjesovki. Opisana je 1829. godine. Tipični rod je epakris (Epacris) čijih pedesetak vrsta rastu po Australiji i Novom Zelandu
Vrste u potporodici Epacridoideae prvobitno su smještene u potporodicu Styphelioideae. Međutim, promjena botaničkih pravila nomenklature iz 2012. godine učinila je ovu klasifikaciju nevažećom, a naziv potporodicee promijenjen je u Epacridoideae.

## Tribusi
1. Archerieae Crayn & Quinn
2. Cosmelieae Crayn & Quinn
3. Epacrideae Dumort.
4. Oligarrheneae Crayn & Quinn
5. Prionoteae Drude
6. Richeeae Crayn & Quinn
7. Styphelieae Bartl.

## Sinonimi
- Styphelioideae Sweet